# Хасагт-Хайрхан
Хасагт-Хайрхан (монг. Хасагт хайрхан) — горный массив в западной Монголии. Высочайшей точкой массива является одноимённая вершина Хасагт-Хайрхан высотой 3578 метров над уровнем моря.

## Физико-географическая характеристика
Горный массив Хасагт-Хайрхан расположен в западной части Монголии в аймаке Говь-Алтай, сомон Хухеморьт, и является отрогом Монгольского Алтая в его центральной части. Высочайшей точкой массива является одноимённая вершина Хасагт-Хайрхан высотой 3578 метра над уровнем моря.
В 1965 году территория массива Хасагт-Хайрхан и прилегающие территории была включена в список ООПТ Монголии.
Хасагт-Хайрхан является изолированным горным массивом площадью около 268 км², вытянутым с север-востока на юго-запад. От основной цепи Монгольского Алтая, расположенной на западе, он отделён пустынными степями Шарга и Хуисиин Гоби. От горного хребта Хангай на востоке Хасагт-Хайрхан отделён долиной Гузин-Тил и рекой Завхан.
Рельеф и природа Хасагт-Хайрхана сильно изменяется с увеличением высоты. Нижние возвышенности характеризуются степной и полупустынной растительностью, с редкими или густыми кустарниками. На высокогорных участках до высоты 2800 метров распространены леса, но преимущественно на северных склонах. Встречаются также альпийские луга и альпийские степи.
На территории Хасагт-Хайрхан и прилегающих территориях встречаются редкие и находящиеся под угрозой исчезновения виды животных. В горных районах встречаются ирбис (VU) и архар (NT). В низкогорье находится ареал тарбагана (EN), джейрана (VU) и манула (NT). Среди птиц также встречаются виды, находящиеся в особом охранном статусе, в частности, балобан (EN), степной орёл (EN), вихляй (VU), большой чекан (VU), чёрный гриф (NT) и снежный гриф (NT).